# Arcos (Anadia)
Pour les articles homonymes, voir Arcos.
Arcos est une ancienne paroisse civile portugaise (en portugais : freguesia) de la municipalité d'Anadia dans le district d'Aveiro.
La loi no 11-A/2013 du 28 janvier 2013, portant réorganisation administrative du territoire des freguesias, fusionne Arcos avec la paroisse voisine de Mogofores pour former l’União das freguesias de Arcos e Mogofores (dont le siège est à Arcos).